# برایان گلندین
برایان گلندین (انگلیسی: Brian Glendinning؛ زادهٔ ۲۶ دسامبر ۱۹۳۴) بازیکن فوتبال اهل بریتانیا است.
از باشگاه‌هایی که در آن بازی کرده‌است می‌توان به باشگاه فوتبال ساوت شیلدز و باشگاه فوتبال دارلینگتون اشاره کرد.